# Gerhard Brugmann
Gerhard Brugmann (* 13. August 1930 in Hengelo, Niederlande; † 29. März 2023) war ein Generalmajor des Heeres der Bundeswehr und Autor. In seiner letzten Verwendung war er Befehlshaber des Territorialkommandos Süd.

## Leben

### Herkunft und Studium
Brugmann war ein Enkel des Indogermanisten und Sprachwissenschaftlers Karl Brugmann, über dessen Jugenderinnerungen er das Verfügungsrecht besaß. Er wurde 1930 in Holland geboren, wuchs in Italien und Berlin auf und besuchte u. a. die Fürsten- und Landesschule St. Afra im sächsischen Meißen.
Von 1947 bis 1950 war er im Carl-Hunnius-Internat in Wyk auf Föhr, wo er sein Abitur ablegte. Danach studierte er Rechtswissenschaften an den Universitäten in Mainz und Freiburg im Breisgau.
Brugmann lebte in Westermoor.

### Militärischer Werdegang
Er trat am 1. Mai 1956 in die Bundeswehr (Pionier-Lehrbataillon in München) ein und wurde zum Heeresoffizier ausgebildet. 1958/59 war er Zugführer und 1959 S1/S2 im Pionierbataillon 4 in Ingolstadt. 1959/60 war er Kompaniechef im Pionierbataillon 10 und 1960/61 der Panzerpionierkompanie 350 in Ingolstadt. Von 1961 bis 1963 wurde er als Adjutant des Kommandierenden Generals des III. Korps, Generalleutnant Heinz Gaedcke, in Koblenz verwendet. Von 1963 bis 1965 durchlief er den 6. Generalstabslehrgang Heer an der Führungsakademie der Bundeswehr in Hamburg, wo er zum Offizier im Generalstabsdienst ausgebildet wurde.
1965/66 besuchte er das U.S. Army Command and General Staff College (CGSC) in Fort Leavenworth, Kansas; der nachmalige US-amerikanische General John R. Galvin (Ret.) war im selben Jahrgang und erwähnte Brugmann in seinen Memoiren. 1966/67 war er G2 der 12. Panzerdivision in Tauberbischofsheim und Veitshöchheim. 1967 wurde er G3 der Panzergrenadierbrigade 35 in Hammelburg. 1969/70 war er Kommandeur des Pionierbataillons 12 in Speyer. Von 1970 bis 1973 folgte die Verwendung als Referent im Referat für Operationsführung im Führungsstab des Heeres (Fü H) in Bonn. Von 1973 bis 1977 war er Adjutant des Generalinspekteurs der Bundeswehr (in den Amtszeiten von Admiral Armin Zimmermann und General der Luftwaffe Harald Wust). 1976/77 besuchte er das Royal College of Defence Studies (RCDS) in London. Von 1977 bis 1979 war er Kommandeur der Panzergrenadierbrigade 16 in Wentorf.
Von 1979 bis 1983 war er Chef des Stabes des I. Korps in Münster. Danach diente er im HQ der Central Army Group (CENTAG) in Heidelberg. Von 1985 bis 1990 war er Befehlshaber des Territorialkommandos Süd (TerrKdo Süd) in Mannheim und damit nationaler Befehlshaber in Baden-Württemberg, Bayern, Hessen, Rheinland-Pfalz und im Saarland. 1988 verantwortete er die Heeresübung „Landesverteidigung 1988“, die u. a. von Bundeskanzler Helmut Kohl besucht worden war. 1990 wurde er in den Ruhestand versetzt.

### Publizistik und Ehrenamt
Er war Autor und Herausgeber mehrerer Veröffentlichungen u. a. einer teilw. Autobiographie von Heinz Gaedcke (BoD) und eines Sammelbandes über die Geschichte der Reservisten der Bundeswehr (Mittler). Weitere Beiträge verfasste er u. a. in den Zeitschriften Mars. Jahrbuch für Wehrpolitik und Militärwesen und Europäische Wehrkunde.
Nach 1990 beriet er Landespolitik und Kommunen in den Neuen Ländern bezüglich der Umwandlung sowjetisch genutzter Liegenschaften. Er setzte sich ferner für den militärischen und zivilen Kulturgutschutz ein; so nahm er Funktionen in der Deutschen Gesellschaft für Kulturgüterschutz wahr. Außerdem wurde er ehrenamtlich für die katholische Caritas aktiv; er war deutscher Caritas-Delegierter und reiste nach seiner Pensionierung 1999 für Humanitäre Hilfe in den Kosovo.
In der Clausewitz-Gesellschaft regte er 2008 den Arbeitskreis „Soldat im Einsatz und deutsches Recht“ an.

## Auszeichnungen
- 1975: Bundesverdienstkreuz am Bande
- 1983: Bundesverdienstkreuz I. Klasse
- 1988: Legion of Merit (Offizier)
- 1988: Ordre national du Mérite (Kommandeur)
- 1989: Großes Bundesverdienstkreuz[14]

## Schriften (Auswahl)
Monografien
- Durchlebte Wende. Fragmentarisches aus jener Zeit (= Edition Fischer). R. G. Fischer, Frankfurt am Main 1996, ISBN 3-89501-339-0.
- Durchlebte Wende im Osten. Erlebnisse, Beobachtungen und Einschätzungen eines Westdeutschen in der ehemaligen DDR. pkp Verlag, Pierre Kynast, Merseburg 2018, ISBN 978-3-943519-39-6

Herausgeberschaften
- (Hrsg.): Die Reservisten der Bundeswehr. Ihre Geschichte bis 1990. Mit einem Vorwort von Hans Frank, Mittler, Hamburg u. a. 1998, ISBN 3-8132-0578-9.
- (Hrsg.): Misdroy, Wyk, Hemmelmark. Drei christlich-konservative Internate. Im Auftrag der Verbindung der Wyker, Hemmelmarker, Misdroyer e. V., Chronos, Berlin 2001, ISBN 3-931054-07-1.
- (Hrsg.): Heeresmanöver der Bundeswehr. In Zusammenarbeit mit der Führungsakademie der Bundeswehr, Gesellschaft für Militärökonomie, Dachau 2004, ISBN 3-925042-20-2.
- mit Rüdiger Schmitt (Hrsg.): Aus Karl Brugmanns Jugenderinnerungen (= Sitzungsberichte der philosophisch-historischen Klasse [der Österreichischen Akademie der Wissenschaften]. Bd. 786 / Veröffentlichungen zur Iranistik. Nr. 49). Verlag der Österreichischen Akademie der Wissenschaften, Wien 2009, ISBN 978-3-7001-6542-2.

Beiträge in Sammelbänden
- Landesverteidigung und öffentliche Moral. In: Gerd Roellecke (Hrsg.): Öffentliche Moral. Gut und Böse in der Beobachtung durch Geschichte, Religion, Wirtschaft, Verteidigung und Recht (= Motive, Texte, Materialien. Bd. 59). Müller, Heidelberg 1991, ISBN 3-8114-3791-7, S. 107 ff.
- SI VIS PACEM PARA BELLUM oder VIGILIA PRETIUM LIBERTATIS. In: Robert Buck (Hrsg.): Die Kosten des Friedens. Festschrift zum 80. Geburtstag von Prof. Dr. Günter Kirchhoff. Gesellschaft für Militärökonomie, Dachau 2002, ISBN 3-925042-19-9, S. 81 ff.
- Reservisten in der Bundeswehr – ihre Bedeutung für die Verteidigungsplanung bis heute. In: Klaus-Jürgen Bremm, Hans-Hubertus Mack, Martin Rink (Hrsg.): Entschieden für Frieden. 50 Jahre Bundeswehr. 1955 bis 2005. Im Auftrag des Militärgeschichtlichen Forschungsamtes, Rombach, Freiburg im Breisgau 2005, ISBN 3-7930-9438-3, S. 231 ff.